# Zeitz (stacja kolejowa)
Zeitz (niem. Bahnhof Zeitz) – stacja kolejowa w Zeitz, w kraju związkowym Saksonia-Anhalt, w Niemczech. Znajduje się na linii Leipzig – Probstzella i jest lokalnym węzłem kolejowym. Według DB Station&Service ma kategorię 4. Budynek dworca jest obiektem zabytkowym.

## Położenie
Stacja znajduje się w północnej części miasta, koło rzeki Biała Elstera. Graniczy z Baenschstraße i Schadestraße. Na północnym wschodzie trasa biegnie do Lipska, gdzie wychodzą trasy do Weißenfels, Altenburga i Tröglitz. Linia na południowy zachód biegnie do Probstzella.

## Linie kolejowe
- Linia Leipzig – Probstzella
- Linia Weißenfels – Zeitz
- Linia Zeitz – Altenburg
- Linia Tröglitz – Zeitz
- Linia Zeitz – Camburg

## Połączenia
| Linia  | Trasa                                                       | Takt (min)                  |
| ------ | ----------------------------------------------------------- | --------------------------- |
| EBx 12 | Leipzig – Zeitz – Gera – Weida – Pößneck – Saalfeld (Saale) | 120                         |
| EB 22  | Leipzig – Zeitz – Gera – Weida – Pößneck – Saalfeld (Saale) | 120                         |
| RB 76  | Zeitz – Theißen – Teuchern – Weißenfels                     | 060 (Pon–Pią) 120 (Sob–Nie) |